# In My Defense
Pour la chanson de Freddie Mercury, voir In My Defence.
Albums de Iggy Azalea
Survive the Summer
(2018)
In My Defense est le deuxième album studio de la rappeuse australienne Iggy Azalea, publié le 19 juillet 2019 par Bad Dreams Records et Empire Records. Le premier single de l'album, Sally Walker, sort le 15 mars 2019, suivi du deuxième single Started le 3 mai. L'album et les singles sont produits par J. White Did It (en), Smash David, Go Grizzly et Rico Beats.

## Contexte
Début 2016, Iggy Azalea publie Team, le single principal prévu pour son deuxième album, Digital Distortion. Elle sort plusieurs autres chansons de 2016 à 2018, dont les singles Mo Bounce, Switch et Savior. Fin 2017, Iggy Azalea annonce l'abandon de ce projet d'album et le démarrage d'un nouvel opus. Peu après, elle signe chez Island Records. À la mi-2018, Azalea sort son EP Survive the Summer (en), qui comprend le single Kream interprété avec Tyga. Quelques mois plus tard, elle rompt son contrat avec Island Records et devient artiste indépendante. 
En août 2018, Azalea déclare sur Twitter qu'elle souhaite enregistrer un nouvel album. En novembre, elle signe un contrat de plusieurs millions de dollars chez Empire Records,,,,.
En février 2019, Azalea annonce la sortie prochaine du premier single, Sally Walker. Celui-ci est disponible dès le 15 mars 2019,. Le deuxième single, Started, est publié avec son clip vidéo le 3 mai 2019. Azalea annonce aussi une collaboration avec le drag queen brésilien Pabllo Vittar. Le 28 juin 2019, le single Just Wanna est publié pour l'ouverture des pré-commandes de l'album.

## Historique des sorties
| Région          | Date            | Format                                 |
| --------------- | --------------- | -------------------------------------- |
|                 | 19 juillet 2019 | - Téléchargement numérique - streaming |
| 29 juillet 2019 | CD              |                                        |
| Août 2019       | - LP - cassette |                                        |

## Liste des pistes
Source : Apple Music et Tidal,
| 1.    | Thanks I Get                      | Amethyst Kelly            | J. White Did It            | 2:34 |
| 2.    | Clap Back                         | Kelly                     | J. White Did It            | 3:28 |
| 3.    | Sally Walker                      | - Kelly - Anthony White   | J. White Did It            | 2:58 |
| 4.    | Hoemita (feat. Lil Yachty)        | - Kelly - Miles McCollum  | J. White Did It            | 3:03 |
| 5.    | Started                           | - Kelly - Ronny Wright    | J. White Did It            | 3:06 |
| 6.    | Spend It                          | Kelly                     | J. White Did It            | 3:12 |
| 7.    | Fuck It Up (feat. Kash Doll)      | - Kelly - Arkeisha Knight | J. White Did It            | 2:51 |
| 8.    | Big Bag (feat. Stini)             | Kelly                     | - Go Grizzly - Smash David | 2:49 |
| 9.    | Comme des Garçons                 | Kelly                     | Rico Beats                 | 3:39 |
| 10.   | Freak of the Week (feat. Juicy J) | - Kelly - Jordan Houston  | J. White Did It            | 3:12 |
| 11.   | Just Wanna                        | Kelly                     | J. White Did It            | 2:47 |
| 12.   | Pussy Pop                         | Kelly                     | J. White Did It            | 1:53 |
| 35:32 |                                   |                           |                            |      |

## Crédits
Source : Tidal
| Interprètes - Iggy Azalea – interprète principal - Lil Yachty – co-interprète (piste 4) - Kash Doll – co-interprète (piste 7) - Stini – co-interprète (piste 8) - Juicy J – co-interprète (piste 10) | Producteurs - J. White Did It – producteur exécutif, producteur (pistes 1 à 7 et 10 à 12) - Go Grizzly – producteur (piste 8) - Smash David – producteur (piste 8) - Rico Beats – producteur (piste 9) |